# Leva hemiptera
Leva hemiptera är en insektsart som först beskrevs av Boris Petrovich Uvarov 1952.  Leva hemiptera ingår i släktet Leva och familjen gräshoppor. Inga underarter finns listade i Catalogue of Life.